# Zlatý míč České republiky
Zlatý míč České republiky je anketa o nejlepšího českého fotbalistu. Vznikla v roce 1997, jejím pořadatelem je  Klub sportovních novinářů České republiky a hlasují v ní sportovní žurnalisté celostátních i regionálních médií, kteří se při své práci pravidelně věnují fotbalu.
Od ročníku 1999 se hlasuje ve dvou etapách. Novináři nejprve volí zvlášť nejlepší hráče jara a podzimu a celkové výsledky vznikají součtem bodů. Počínaje pátým ročníkem (2001) je vítěz vyhlašován za fotbalovou sezónu, tedy podzim–jaro vždy v polovině kalendářního roku.

## Vznik ankety
Sportovní novináři se společně s trenéry od roku 1965 podíleli na vyhlašování dodnes existující ankety Fotbalista roku. Tu kdysi založil časopis Stadion. V roce 1996 došlo v organizaci vyhlašování vítězů v Teplicích k problémům, na něž novináři později reagovali vyhlášením konkurenční, své ankety Zlatý míč České republiky.

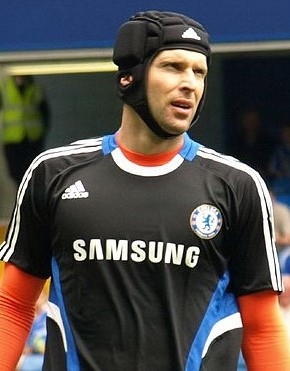
Petr Čech  - 12× vítěz.
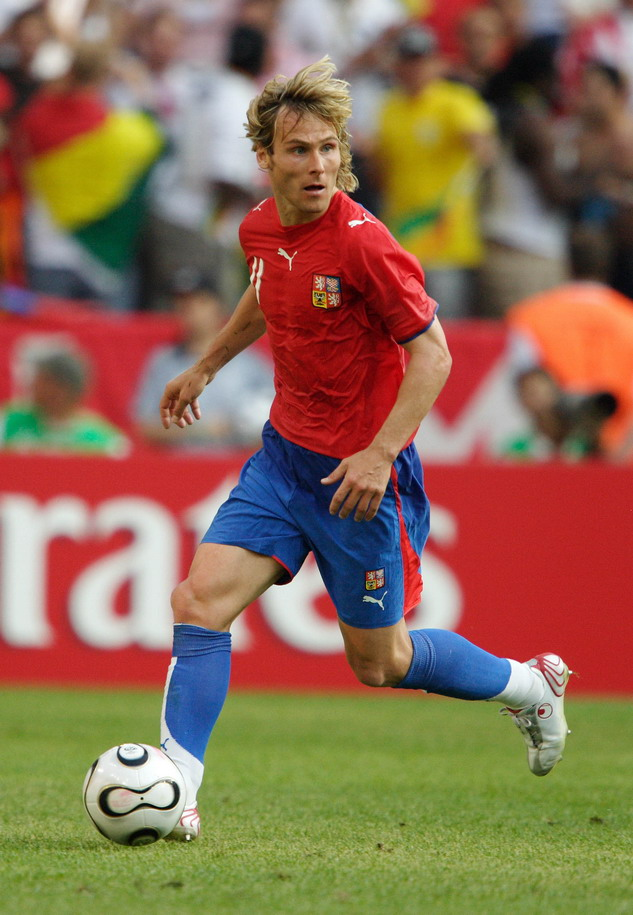
Pavel Nedvěd  - 6× vítěz.
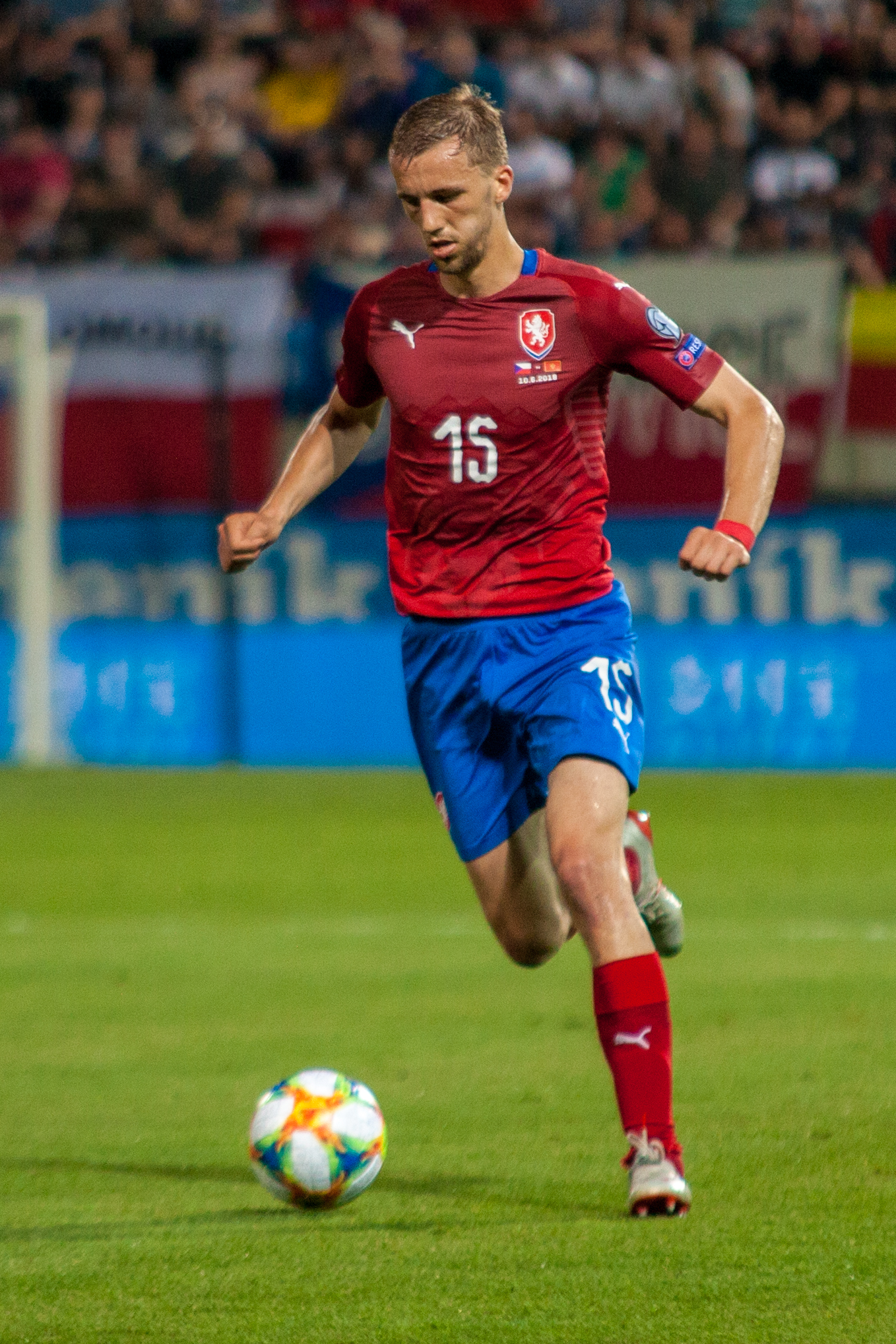
Tomáš Souček  - 4× vítěz.

## Vítězové Zlatého míče
S 12 prvenstvími je nejčastějším vítězem této ankety brankář Petr Čech.
| Rok  | Hráč          | Klub                | Počet bodů | Počet bodů | Počet bodů |
| Rok  | Hráč          | Klub                | Podzim     | Jaro       | Celkem     |
| ---- | ------------- | ------------------- | ---------- | ---------- | ---------- |
| 1997 | Jiří Němec    | FC Schalke 04       |            |            | 837        |
| 1998 | Pavel Nedvěd  | SS Lazio            |            |            | 914        |
| 1999 | Patrik Berger | Liverpool FC        | 1188       | 942        | 2130       |
| 2000 | Pavel Nedvěd  | SS Lazio            | 1078       | 1467       | 2545       |
| 2001 | Pavel Nedvěd  | SS Lazio            | 1467       | 1166       | 2633       |
| 2002 | Tomáš Rosický | Borussia Dortmund   | 1050       | 1178       | 2228       |
| 2003 | Pavel Nedvěd  | Juventus FC         | 1401       | 1028       | 2429       |
| 2004 | Pavel Nedvěd  | Juventus FC         |            |            | 2195       |
| 2005 | Petr Čech     | Chelsea FC          | 1372       | 1111       | 2483       |
| 2006 | Petr Čech     | Chelsea FC          | 1121       | 831        | 1952       |
| 2007 | Petr Čech     | Chelsea FC          | 941        | 1185       | 2126       |
| 2008 | Petr Čech     | Chelsea FC          | 720        | 538        | 1644       |
| 2009 | Pavel Nedvěd  | Juventus FC         | 1401       | 1028       | 2429       |
| 2010 | Petr Čech     | Chelsea FC          | 710        | 1176       | 1886       |
| 2011 | Petr Čech     | Chelsea FC          | 922        | 798        | 1720       |
| 2012 | Petr Čech     | Chelsea FC          |            |            | 1914       |
| 2013 | Petr Čech     | Chelsea FC          | 887        | 946        | 1833       |
| 2014 | Petr Čech     | Chelsea FC          | 726        | 658        | 1384       |
| 2015 | David Lafata  | AC Sparta Praha     | 833        | 289        | 1122       |
| 2016 | Petr Čech     | Arsenal FC          | 685        | 700        | 1385       |
| 2017 | Petr Čech     | Arsenal FC          | 642        | 446        | 1088       |
| 2018 | Petr Čech     | Arsenal FC          | 557        | 362        | 919        |
| 2019 | Tomáš Vaclík  | Sevilla FC          | 618        | 359        | 977        |
| 2020 | Tomáš Souček  | West Ham United FC  | 784        | 542        | 1326       |
| 2021 | Tomáš Souček  | West Ham United FC  | 738        | 475        | 1213       |
| 2022 | Patrik Schick | Bayer 04 Leverkusen | 826        | 596        | 1422       |
| 2023 | Tomáš Souček  | West Ham United FC  | 389        | 337        | 726        |
| 2024 | Tomáš Souček  | West Ham United FC  | 572        | 311        | 883        |

## Červená karta
Od roku 1998 je jako protipól nejlepším fotbalovým výkonům udělována Červená karta. Toto antiocenění udělují hlasující za nejvíce odsouzeníhodný čin, který kazí dobré jméno fotbalu. Tuto cenu si hned čtyřikrát z různých důvodů vysloužil Českomoravský fotbalový svaz.
| Rok  | Držitel              | Důvod |
| 1998 | AC Sparta Praha      | Za vystoupení v předvolební kampani na Slovensku a "nevstřícné chování vůči médiím"                                                                    |
| 1999 | TV Nova              | Za špatnou prezentaci fotbalu |
| 2000 | ČMFS                 | Za olympijskou nominaci a za pokaženou termínovou listinu první ligy                                                                                   |
| 2001 | František Chvalovský | Za to, že neodstoupil z funkce předsedy ČMFS ani poté, co byl opakovaně zatčen.                                                                        |
| 2002 | ČMFS                 | Za postoj k výprodeji hráčů krachujícího FK Drnovice                                                                                                   |
| 2003 | ČMFS                 | Za zmatky s předáním mistrovského poháru a nekvalifikovanou práci, za nečinnost v boji proti násilí a rasismu na stadionech.                           |
| 2004 | Milan Brabec         | Za liknavý postoj ke korupční aféře, krytí a omlouvání rozhodčích, za ukvapená rozhodnutí a nestejný metr při udělování trestů, za to, že neodstoupil. |
| 2005 | ČMFS                 | Za liknavý postoj ke korupční aféře. |